# Kirchenprivilegien
Als Kirchenprivilegien, auch: Privilegienbündel, werden im deutschen Staatskirchenrecht diejenigen Rechte und sonstigen Vorteile bezeichnet, die das einfache Recht an den Status als öffentlich-rechtliche Religionsgesellschaft knüpft.

## Begriff
Die Rechte und Vorteile, die unter dem Begriff „Privilegienbündel“ zusammengefasst werden, werden allen Religions- und Weltanschauungsgemeinschaften eingeräumt, die öffentlich-rechtlich organisiert sind. Die Erlangung dieses Körperschaftsstatus ist, unter den von der Verfassung geforderten Voraussetzungen, jeder Gemeinschaft möglich. „Bündel“ schließlich soll andeuten, dass es nicht um die Rechte geht, die schon das Grundgesetz selbst mit dem Körperschaftsstatus verbindet, sondern um eine Vielzahl einzelner Regelungen, die in vielen verschiedenen Bundes- und Landesgesetzen enthalten sind.
Nicht unter den Begriff des „Privilegienbündels“ fallen diejenigen Regelungen, die für alle Religions- und Weltanschauungsgemeinschaften ohne Rücksicht auf ihre Organisationsform gelten.

## Privilegien
In sehr unterschiedlichen Rechtsgebieten finden sich Regelungen, die an den öffentlich-rechtlichen Status Rechtsfolgen knüpfen:

### Garantierte Korporationsrechte
Mit dem öffentlich-rechtlichen Status einer Religions- und Weltanschauungsgemeinschaft sind bestimmte, von Verfassungs wegen garantierte Korporationsrechte verbunden. Dazu zählen:

#### Besteuerungsrecht
Durch Art. 140 GG in Verbindung mit Art. 137 Weimarer Reichsverfassung wird öffentlich-rechtlichen Religionsgesellschaften garantiert, vom zuständigen Land das Besteuerungsrecht verliehen zu bekommen. Das Land hat die Pflicht die Erhebung gesetzlich zu regeln, sich an dem Vollzug einschließlich des Verwaltungszwanges zu beteiligen und insgesamt die Möglichkeit geordneter Verwaltung der Kirchensteuer sicherzustellen.

#### Religionsunterricht
Nach Art. 7 Abs. 3 GG ist der Religionsunterricht in den öffentlichen Schulen ordentliches Lehrfach. Er ist grundsätzlich Pflichtfach für die Angehörigen der jeweiligen Religionsgemeinschaft. Die Inhalte des Religionsunterrichts sind unbeschadet der staatlichen Schulaufsicht in Kooperation mit den Religionsgemeinschaften und „in Übereinstimmung mit deren Grundsätzen“ festzulegen. Religionsgemeinschaften haben, unabhängig vom öffentlich-rechtlichen Status, gegenüber dem jeweiligen Land unter bestimmten Voraussetzungen einen Anspruch auf Einrichtung eines Religionsunterrichts ihres Bekenntnisses.

#### Dienstherrenfähigkeit
Die Dienstherrenfähigkeit ermöglicht es öffentlich-rechtlichen Religionsgesellschaften, Dienstverhältnisse öffentlich-rechtlicher Natur zu begründen, die nicht dem Arbeits- und Sozialversicherungsrecht unterliegen. Mit der Dienstherrenfähigkeit einher geht die Befugnis, einseitige Disziplinarmaßnahmen mit öffentlich-rechtlicher Wirkung zu verhängen.
Weiter gelten nach § 9 AAG die Regelungen des Antidiskriminierungsgesetzes in vielen Kirchlichen Betrieben nur eingeschränkt.

#### Organisationsgewalt
Die Organisationsgewalt stellt eine Kompetenz zur Bildung, Errichtung, Einrichtung, Änderung und Aufhebung öffentlich-rechtlicher Untergliederungen und Organe dar.

#### Rechtssetzungsgewalt
Die Rechtssetzungsgewalt ist die Befugnis zur öffentlich-rechtlichen Regelung der Beziehungen zu den Mitgliedern.
Sie beinhaltet die Kompetenz, über die normative Strukturierung des religionsgesellschaftlichen Binnenbereichs (Kirchenrecht) hinaus die einzelnen Korporationsrechte (insbesondere die Dienstherrenfähigkeit und das Recht auf Steuereinzug) dem jeweiligen religiösen Selbstverständnis entsprechend normativ mit öffentlich-rechtlicher Wirkung autonom auszugestalten.

#### Parochialrecht
Das Parochialrecht umfasst das Recht, alle Angehörigen der jeweiligen Konfession in einem Gebiet ipso iure als Mitglieder in Anspruch zu nehmen. Die Zugehörigkeit eines Mitgliedes zu einer Gemeinde wird im Parochialsystem allein durch Wohnsitznahme begründet.

#### Öffentliche Sachenrecht
Das Öffentliche Sachenrecht spricht die Befugnis zu, Vermögensgegenstände zu öffentlichen Sachen widmen zu können. Die derart gewidmeten Sachen sind mit einer öffentlich-rechtlichen Dienstbarkeit belastet, so dass sie nur im Dienste des bestimmten Zwecks benutzt werden dürfen. Der bezweckte Gebrauch erfährt somit eine besondere Absicherung gegenüber jedermann.

#### Insolvenzunfähigkeit
Auch die Insolvenzunfähigkeit öffentlich-rechtlicher Religions- und Weltanschauungsgemeinschaften ist nach Ansicht des Bundesverfassungsgerichts unmittelbar dem Grundgesetz zu entnehmen.

#### Feiertagsgesetzgebung
Durch Landesgesetze wie z. B. das Nordrhein-Westfälische Feiertagsgesetz werden an Sonn- und Feiertagen öffentliche Veranstaltungen insbesondere an freier Luft eingeschränkt. An so genannten Stillen Feiertagen wie dem Volkstrauertag, Allerseelen, dem Totensonntag und dem Karfreitag gelten verschärfte Einschränkungen. Zahlreiche Filme sind für die Vorführung an den Stillen Feiertagen gesperrt, darunter befinden sich Das Leben des Brian und Ghostbusters – Die Geisterjäger.

### Einfach-gesetzliche Vergünstigungen
Den öffentlich-rechtlichen Religions- und Weltanschauungsgesellschaften können darüber hinaus durch Gesetz weitere Vorteile eingeräumt werden, wovon in der Praxis in großzügiger Weise Gebrauch gemacht wurde.
Diese Rechte können im Wesentlichen den folgenden Gruppen zugeordnet werden: 
- Steuer- und gebührenrechtliche Ausnahmetatbestände
- Sonderregelungen im Arbeits- und Sozialrecht für Mitarbeiter der Religionsgemeinschaften
- Freistellung von staatlicher Kontrolle, z. B. bei Immobilienerwerb und Handel mit Kunstgegenständen
- Besonderer Schutz des Eigentums der Religionsgemeinschaften
- Schutz durch das Straf- und Ordnungswidrigkeitenrecht
- Datenschutzrechtliche Begünstigungen
- Medien (Berufung in Rundfunkräte und Einräumung von Drittsenderechten)
- Besondere Gestattungen (z. B. Betrieb von Friedhöfen, Beurkundungen)

### Zivilrecht
In § 4 Nr. 2 Grundstücksverkehrsgesetz werden die öffentlich-rechtlichen Religions- und Weltanschauungsgemeinschaften von einer sonst erforderlichen Genehmigung bei der Veräußerung bestimmter Grundstücke freigestellt. Auch im Stiftungsrecht gibt es besondere Regelungen (vgl. etwa §§ 22 ff. des Stiftungsgesetzes für Baden-Württemberg). 

### Strafrecht
Das Strafrecht schützt etwa in § 132a Abs. 3 StGB die „Amtsbezeichnungen, Titel, Würden, Amtskleidungen und Amtsabzeichen der Kirchen und anderen Religionsgesellschaften des öffentlichen Rechts“. § 166 StGB stellt die Beschimpfung von Bekenntnissen, Religionsgesellschaften und Weltanschauungsvereinigungen unter Strafe.

### Öffentliches Recht
Die Zivilprozessordnung gewährt Vollstreckungsschutz nach Maßgabe des § 882a Abs. 3, das Verwaltungs-Vollstreckungsgesetz des Bundes in § 17 und die Landesvollstreckungsgesetze in ähnlichen Regelungen. Häufig ist in den Kostenordnungen auch Gebührenfreiheit für bestimmte Verfahren angeordnet. Rücksicht auf die besonderen Belange nimmt das Baugesetzbuch in § 1 Abs. 6 Nr. 6 und das Denkmalschutzrecht. Nicht unumstritten ist die Beurkundungsbefugnis der öffentlich-rechtlichen Religions- und Weltanschauungsgemeinschaften.

## Entzug
Diese sog. „Privilegien“ werden in der Verfassung im Einzelnen nicht garantiert, sondern vom einfachen Recht gewährt. Die Verfassung steht daher auch Änderungen des einfachen Rechts nicht entgegen. Allerdings muss jeweils geprüft werden, ob es sich bei der fraglichen Regelung tatsächlich um Vergünstigungen handelt, die an den öffentlich-rechtlichen Status geknüpft sind, oder ob das einfache Recht nicht nur den ohnehin vom Grundgesetz im Hinblick auf Religionsfreiheit und Kirchliches Selbstbestimmungsrecht geforderten Rechtszustand herstellt.